# Ivor Mendonca
Ivor Leon Mendonca est un joueur de cricket guyanien né le 13 juillet 1934 à Bartica, et mort à Georgetown (Guyana), le 14 juin 2014. Ce gardien de guichet dispute deux test-matchs avec l'équipe des Indes occidentales en 1962, tous deux contre l'Inde, en remplacement de Jackie Hendriks, blessé.
Son neveu est le footballeur anglais Clive Mendonca.